# 天啟文學
天啟文學（IAST：Śruti，發音：[ɕrʊtɪ]）是人們對古印度宗教經典（摩奴法論、吠陀、奥义书、梵书和森林书）的稱呼，這些宗教經典的內容有不少涉及印度教的核心教规。